# 彭一邦
彭一邦博士工程師，JP（Derrick Yat Bond Pang，1975年—），出生於美國，为香港上市公司亞洲聯合基建控股有限公司（港交所：0711）行政總裁。
1997年畢業於美國加州柏克萊大學，獲授土木及環境工程學士學位，並於1998年獲得美國麻省理工學院頒授土力工程碩士學位。2001年加入俊和發展集團。於2007年獲得香港中文大學頒授行政人員工商管理碩士學位。彭博士工程師亦於2014年獲得香港科技大學頒授哲學博士(土木工程學)。彭博士工程師為英國土木工程師學會及香港工程師學會會員，亦是美國加州註冊專業工程師。其曾於美國從事土力工程設計工作逾3年，並在香港擁有逾廿年的建築經驗。彭博士工程師於2001年加入集團，並擔任亞洲聯合基建控股有限公司（「亞洲聯合基建」，俊和發展集團之控股公司）若干附屬公司之董事。彼自2010年4月起獲委任為亞洲聯合基建之執行董事，並於2010年4月至2017年3月期間出任副主席。彭博士工程師自2017年4月起獲委任為亞洲聯合基建之行政總裁。
彭博士熱心公益，除贊助不同行業組職及學術方面外，亦以身體力行參與不同義務工作。彭博士於2014年創立「Lifewire《護．聯網》 （页面存档备份，存于）」，籌款支援罕見病兒童及其家庭；亦有擔任多項公職及參與多個公共機構的工作，包括現時為航空發展與機場三跑道系統諮詢委員會成員、醫院管理局大口環根德公爵夫人兒童醫院醫院管治委員會成員、牌照上訴委員會成員及保險業監管局非執行董事，亦曾任土地供應專責小組非官方成員。彭博士工程師同時是建造業議會議會成員、建造業議會建造安全專責委員會及建造業運動及義工計劃委員會主席、香港建造商會青年會創會及榮譽主席、香港專業及資深行政人員協會副秘書長、香港青年工業家協會執行委員會副會長等等。
在2014年香港發生佔領街道期間，他曾以個人身份親身到各佔領區呼籲佔領者要顧及佔領區其他小商戶的感受，及表示曾有份建設這社會的人，都不願意看見社會如此分裂。

## 過往獎項
- 2015年 香港青年工業家獎